# Оскар Ольсен
Оскар Віктор Ольсен (норв. Oskar Viktor Olsen; 17 жовтня 1897 року, Християнія — 28 грудня 1956 року, Осло) — норвезький ковзаняр, журналіст та спортивний функціонер. Срібний призер зимових Олімпійських ігор у Шамоні. Брат ковзаняра Геннінга Ольсена.

## Спортивна кар'єра
Оскар Ольсен народився в Осло (тоді Християнія) в родині шведських іммігрантів. Виступав за місцевий клуб Oslo SK.
У 1922 році він дебютував у міжнародних турнірах. На першому повоєнному Чемпіонаті світу Ольсен посів десяте місце. Наступного року він єдиний раз за свою кар'єру стає призером національного чемпіонату, отримавши бронзові нагороди. Того ж року Ольсен посідає сьоме місце на Чемпіонаті світу та восьме на Чемпіонаті Європи.
На Олімпійських іграх 1924 року в Шамоні виступав у двох найкоротших перегонах з ковзанярського спорту. У гонці на 500 метрів він прийшов другим. На наступний день відбулися перегони на 1.500 метрів, Ольсен прийшов шостим, на 0.2 секунди поступившись свіввітчизнику Гаральду Стрьому.
Повернувшись на Батьківщину, Ольсен взяв участь у Чемпіонаті Європи, де став бронзовим призером.
Наступного року Ольсен повторив свій успіх на Чемпіонаті Європи. Це був його останній успішний виступ на турнірах. Наступного року на Чемпіонаті світу він посів передостаннє, п'ятнадцяте місце.
Незважаючи на це Ольсена було включено до складу команди Норвегії на Олімпійських іграх 1928 року в Санкт-Моріці. Він брав участь лише в перегонах на 500 метрів, де посів дев'яте місце. Того ж року він посів восьме місце на Чемпіонаті Європи та двадцять четверте на Чемпіонаті світу. Після цих виступів він закінчив кар'єру.
Після закінчення спортивної кар'єри Ольсен працював журналістом у спортивній газеті «Sportsmanden». Також він двічі обіймав посаду президента Норвезької ковзанярської федерації. Спочатку недовго у 1931 році, та вдруге у 1949-52 роках.

## Власні рекорди
| Відстань | Час     | Дата           | Місце      |
| -------- | ------- | -------------- | ---------- |
| 500 м    | 44.0    | 4 лютого 1928  | Давос      |
| 1000 м   | 1:34.5  | 12 лютого 1922 | Християнія |
| 1500 м   | 2:27.0  | 9 лютого 1924  | Конгсберг  |
| 5000 м   | 8:54.9  | 9 лютого 1924  | Конгсберг  |
| 10000 м  | 18:12.7 | 16 лютого 1924 | Християнія |